# Pseudosymblepharis
Pseudosymblepharis är ett släkte av bladmossor. Pseudosymblepharis ingår i familjen Pottiaceae.
Kladogram enligt Catalogue of Life:
| Pseudosymblepharis | \| \| Pseudosymblepharis bombayensis \| \| \| \| \| \| Pseudosymblepharis cavernarum \| \| \| \| \| \| Pseudosymblepharis circinnatula \| \| \| \| \| \| Pseudosymblepharis mauiensis \| \| \| \| \| \| Pseudosymblepharis schimperiana \| \| \| \| \| \| Pseudosymblepharis syrrhopodontoides \| \| \| \| |
|                    | \| \| Pseudosymblepharis bombayensis \| \| \| \| \| \| Pseudosymblepharis cavernarum \| \| \| \| \| \| Pseudosymblepharis circinnatula \| \| \| \| \| \| Pseudosymblepharis mauiensis \| \| \| \| \| \| Pseudosymblepharis schimperiana \| \| \| \| \| \| Pseudosymblepharis syrrhopodontoides \| \| \| \| |
|                    | Pseudosymblepharis bombayensis |
|                    | |
|                    | Pseudosymblepharis cavernarum |
|                    | |
|                    | Pseudosymblepharis circinnatula |
|                    | |
|                    | Pseudosymblepharis mauiensis |
|                    | |
|                    | Pseudosymblepharis schimperiana |
|                    | |
|                    | Pseudosymblepharis syrrhopodontoides |
|                    | |